# سكايلون (مركبة فضائية)
Skylon هو تصميم لطائرة فضائية بدون طيار من قبل Reaction Engines Limited (REL) الشركة البريطانية ري أكشن إنجينز ليمتد (REL). ويستخدم نظام الدورة المركبة، المحرك الصاروخي الذي يتنفس الهواء، ويعمل بالدفع إلى المدار في مرحلة واحدة ويتطلب أسطولا من المركبات والتصميم يهدف لإعادة الاستخدام ما يصل إلى 200 مرة. الدراسات على الورق تشير إلى أن التكاليف لكل كيلوغرام من الحمولة التي تأمل في أن تخفض من التكلفة الحالية £ 15000 / كغ جنيه إسترليني إلى 650 جنيها إستنرلينيا/kg
(اعتبارًا من 2011), بما في ذلك تكاليف البحث والتطوير (R & D)، مع التكاليف التي من المتوقع أن تنخفض لأكثر من ذلك بكثير مع مرور الوقت بعد النفقات الأولية وإطفاء. وقد قدرت تكلفة البرنامج من قبل المطور لتكون حوالي 12 مليار دولار.
تصميم المركبة الطائرة التي تعمل بالهيدروجين التي من شأنها أن تقلع من مدرج تقليدي، والإسراع إلى 5.4 ماخ في 26 كم ارتفاع لاستخدام الهواء في الغلاف الجوي قبل أن ينتقل إلى استخدام المحركات الداخلية التى تستخدم الأوكسجين السائل (LOX) إلى أن تصل إلى المدار. It would ثم تحرر حمولتها، والتي يمكن أن تصل وزنها إلى 15 طنا، وإعادة إدخال في جو. وسيجري في الحمولة في حاوية حمولة موحدة أو مقصورة الركاب.
أثناء عودتها فإن المركبة الخفيفة نسبيا في أثناء رحلة العودة عبر الغلاف الجوي، وتحط على أرض المدرج، وهي محمية من قبل قشرة من الخزف من المواد المركبة. فإنه يخضع للتفتيش وبعد ذلك يتم إجراء الصيانة اللازمة، وإذا تم التوصل إلى الهدف التصميم، وتكون قادرة على الطيران مرة أخرى في غضون يومين.اعتبارًا من 2010, وقد تم تأمين جزء صغير فقط من التمويل اللازم لتطوير وبناء Skylon.أما أعمال البحث والتطوير في
SABRE تصميم محرك يسير تحت شكل منحة صغيرة من وكالة الفضاء الأوروبية (ESA) في يناير 2011، قدمت REL اقتراحا إلى الحكومة البريطانية لطلب تمويل إضافي لمشروع Skylon. في أبريل 2011، أعلن أن REL قد حصلت عليها 350 مليون دولار من الوحدات مزيد من التمويل على اختبار تكنولوجيا المحرك precooler أن تكون ناجحة. وبدأت التجارب في يونيو 2011، وكان من المتوقع أن تستمر حتى نهاية هذا العام. ومع ذلك، فقد تم تأجيل الاختبار حتى أبريل 2012.

## فجر جديد لرحلات الفضاء
الطائرة ذلك السلاح السرى التي يبلغ طولها 90 مترا تمتلك محركا من وقود الهيدروجين يعمل بالطاقة الصاروخية وقد أطلق عليه SABRE (المحرك الصاروخى التازري الذي يتنفس الهواء)، وكان قد قام بتصميمه العضو المنتدب للشركة آلان بوند. وعلى الرغم من أن المقصود في المقام الأول هو إطلاق أقمار صناعية، ويقولون ان السفينة التي ستنقل من 30 حتي 40 راكبا، يمكن أن تفتح حقبة جديدة رائدة في السياحة الفضائية.
ولكن التطوير ليس سوى في مراحله المبكرة، وسوف يكون لا يزال لديهم 10 سنوات على الأقل قبل أن يبدأالبريطانيين العاديين في حزم حقائبهم. وقال مارك Hempsell، مدير البرامج في المستقبل في Reaction Engines Ltd لل سي ان ان: «يبدأ المحرك بحرق الهيدروجين مع الهواء، وينتهي بحرق الهيدروجين مع الأكسجين السائل مثل محرك المكوك.» وبسبب أن كل هذا يحدث في غرفة الصاروخ نفسه، فإنه يمكن للطائرات الإقلاع والهبوط في بنفس الطريقة التي تتم لطائرات الجامبو التقليدية.
هذا كما يقول هو حيث تترك سكايلون مركبات ناسا في الخلف أو آريان 5 صاروخ وكالة الفضاء الأوربية (ESA), في أعقاب ذلك لأنها تحتاج إلى وصواريخ مكلفة يمكن التخلص منها لاتصلح إلا لسفرة واحدة لدفعها إلى المدار.
وأضاف السيد Hempsell: "إنه نظام قابل للتنفيذ جدا. متجذرة جيدا من حيث أساسيات المحرك واستكشافها، ولذلك ليس هناك أي خطر من عدم جدواها.

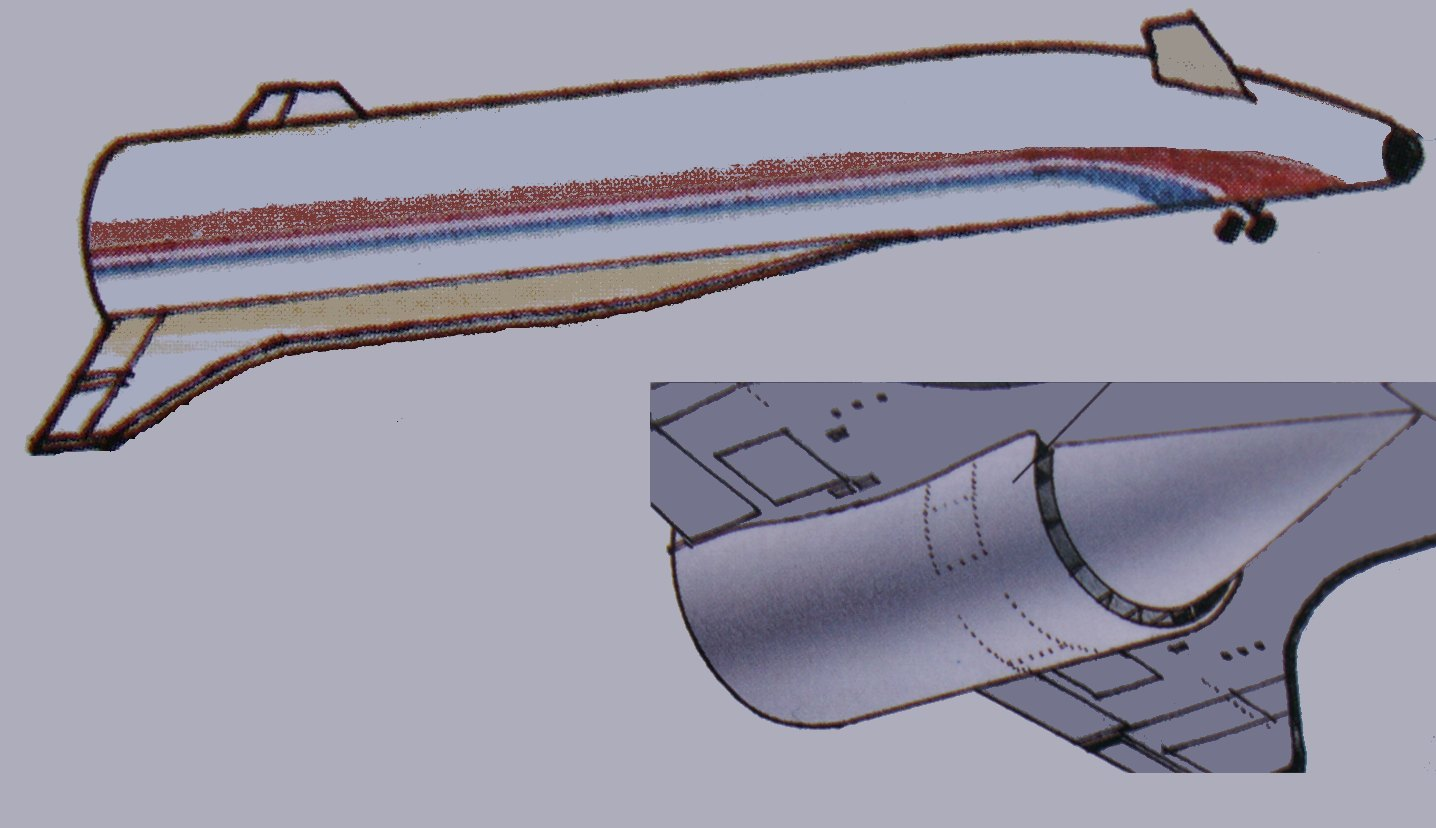

محرك Skylon المبتكر يستخدم قوة دفع للوصول إلى حافة الغلاف الجوي للأرض قبل ان ينتقل إلى القوة الصاروخية للوصول إلى المدار.
المرحلة الأولى من المحركات يتم باستخدام الهواء من الغلاف الجوى
أما المرحلة الثانية التي تنطلق بعد ذلك فهى التي تعتمد على الهيدروجين السائل وكميات صغيرة من الأكسجين السائل لدفع الطائرة في الفضاء بسرعة تصل إلى 25 ماخ
الدفع ومراقبة الموقف من قبل نظام المناورة المداري (OMS) أو رد فعل نظام التحكم (RCS).
هذا يستخدم الوقود المشترك الذي أصبح معزولا بشكل كبير ويصبح مبردا بشكل كاف.
يمكن للنظام الاستمرار في العمل على مدار ما يصل إلى 7 أيام.
أثناء عودتها، والذي يحدث على ارتفاع ما بين 90 إلى 60 كيلومترا يتم إشعاع الحرارة بعيدا، ويتم منعها من دخول المركبة من قبل طبقات فويل عاكسة للحرارة
مؤسسة Reaction Engines تعتقد أن هناك سوقا يطلب مايقدر ب 20 من طائرات سكايلون الفضائية في جميع أنحاء العالم.
"والحقيقة البسيطة هي أن الأرض هي جزء من نظام أكبر بكثير،" قال المهندس Varvill . "الموارد المعدنية في النظام الشمسي الذي يتجاوز الأرض من قبل العديد من الطلبات من حيث الحجم.
"نحن نتحدث قليلا الآن عن الخيال العلمي، لكن من الناحية النظرية لا يوجد شيء يوقفك عن الخروج والتمتع ببعض من ذلك... يمكنك أن تتصور وضعا عند الانتهاء من بعض عملياتنا الهامة صناعيا وإنهاء العمليات التي تنطوى على التلوث بعيدا في الفضاء، والمنتجات النهائية تعود إلى الأرض بعد ذلك.
وتمول حاليا 80 في المائة من هذه العملية من خلال الاستثمارات الخاصة، والباقي وتصدر من قبل الأموال العامة، بما في ذلك جائزة 800,000 جنيه استرليني من وكالة الفضاء الأوروبية في عام 2009..

### وصف مختصر للمشروع
ري أكشن إنجينز ليمتد تعتزم في نهاية المطاف العمل كمؤسسة تجارية للربح وتصنيع المركبات سكايلون لعملاء دوليون متعددون؛ هؤلاء العملاء سوف تعمل مؤسساتهم مباشرة، بدعم من ري أكشن إنجينز ليمتد. بينما ري أكشن إنجينز ليمتد تعتزم تصنيع بعض المكونات، مثل تمهيد تبريد المحرك، مباشرة، وقد تم تصميم المكونات الأخرى من قبل الشركات الشريكة، ويتوقع كونسورتيوم من شركات الطيران المختلفة التعامل مع الإنتاج الكامل من سكايلون. وفقا لإدارة اليوم، فقد سبق بيان أن سكايلون ستعمل كبديل محتمل لمكوك الفضاء ناسا.
في الخدمة، يمكن سكايلون المحتمل خفض تكاليف إطلاق القمر الصناعي من التكلفة الحالية £ 15000 / كغ إلى 650/كغ جنيه استرليني، وفقا للأدلة المقدمة إلى برلمان المملكة المتحدة من قبل محركات رد الفعل المحدودة. ولكن تمويل المشروع من الحكومة البريطانية في كثير من الأحيان يصعب الحصول عليه. وفي معرض حديثه عن موضوع سكيلون في عام 2011، فإن ديفيد ويليتس، ووزير الدولة لشؤون الجامعات والعلوم من المملكة المتحدة قرر:
وكالة الفضاء الأوروبية تمول دليلا على مفهوم العمل لسكيلون من مساهمات المملكة المتحدة. ويركز هذا العمل على أدلة على جدوى تكنولوجيا المحركات البريطانية المتقدمة من شأنه أن يقوض المشروع. سيتم الانتهاء من الأعمال الأولية في منتصف 2011، وإذا نجحت هذه المحاولة، فسوف نعمل مع الصناعة للنظر في الخطوات المقبلة.

## التكنولوجيا والتصميم

### نظرة عامة

سكايلون طائرة فضائية والتي صممت لتكون ذات محركين، طائرة «بدون ذيل»، والتي يتم تركيبها مع القابلة للتوجيه الطائرات ذات الأجنحة الثابتة.

سكيلون هو مرحلة واحدة إلى المدار (SSTO) مركبة، وقادرة على تحقيق المدار دون تعدد المراحل. أنصار SSTO يزعمون أن تعدد المراحل يسبب انطلاق عدد من المشاكل بسبب تعقيدها، فمن الصعب جدا أو من المستحيل استعادة وإعادة استخدام أجزاء كثيرة، مما يؤدي إلى نفقات باهظة، وبالتالي نعتقد أن التصاميم SSTO تبشر بخفض تكلفة السفر إلى الفضاء.
 المقصود هو بالنسبة لسكايلون أن تقلع من المدرج الذي تم تقويته وتدعيمه خصيصا، ويطير إلى المدار الأرضي المنخفض، إعادة إدخال الغلاف الجوي، والأرض على مدرج مثل الطائرة التقليدية، دون متعدد المراحل، نظام إطلاق قابل لإعادة الاستخدام متكامل.
تصميم من سكيلون C2 يتميز أسطواني كبير خليج الحمولة، 13 م (42 قدم 8 بوصة) طويل و 4.8 متر (15 قدم 9 بوصة) في القطر. وهي مصممة لتكون قابلة للمقارنة مع أبعاد الحمولة الحالية، وحتى الآن قادرة على دعم الحاويات من حمولات التي تأمل رى أكشن إنجن تحقيقها في المستقبل. إلى المدار الاستوائي، الذي تأمل سكايلون بإمكانية تقديمه 15 طن متري (33,069 رطل) إلى 300 كيلومتر (186 ميل) height or 11 طن متري (24,251 رطل) إلى 800 كيلومتر (497 ميل) altitude. باستخدام حاويات حمولة قابلة للتبديل، سكايلون يمكن تركيبهاكى تحمل أقمارا صناعية أو البضائع من السوائل في المدار، أو، في وحدة نمطية سكن متخصصة، وتصل إلى حمل 30 من رواد الفضاء في اطلاقة واحدة.

## وصلات خارجية
- [ http://www.dailymail.co.uk/sciencetech/article-1312886/British-scientists-invent-Skylon-spaceplane-tourists-orbit-times-speed-sound.html]

http://www.dailymail.co.uk/sciencetech/article-1365040/A-new-dawn-space-travel-Scientists-unveil-plans-6bn-spaceplane.html#ixzz1tWQ9FZnH
- Reaction Engines Limited
- Mark Hempsell from REL on The Space Show talking about Skylon
- World Tiles نسخة محفوظة 13 مايو 2019 على موقع واي باك مشين. Skylon model
- Liquid Air Cycle Engine (LACE) rocket equation reasonably well predicts the performance of Skylon
- - Video animation TROY Mars Mission Concept

قالب:Reusable launch systems